# Villers-sur-Meuse

Villers-sur-Meuse este o comună în departamentul Meuse din nord-estul Franței. În 2010 avea o populație de 263 de locuitori.

## Evoluția populației
| An        | 1975 | 1982 | 1990 | 1999 | 2006 | 2010 |
| --------- | ---- | ---- | ---- | ---- | ---- | ---- |
| Populație | 181  | 186  | 230  | 206  | 219  | 263  |